# Morfologija (jezikoslovlje)
Morfologija ili oblikoslovlje (od grč. μορφή, morphé = oblik i λόγος, lógos = riječ) grana je jezikoslovlja koja proučava sustav jezičnih oblika, odnosno načina na koji se riječi u nekom jeziku oblikuju i mijenjaju.
Dio gramatike koji se bavi oblicima riječi, odnosno koji izučava postupke i značenje kako se glasovno-semantički elementi, nosioci osnovnog (korjenitog) značenja dograđuju i pregrađuju putem morfema (afiksa, glasovne alternacije, aglutinacije, preakcitunacije i slično) da bi se izgradile razne vrste riječi i odredio njihov gramatički lik (međusoban odnos, funkcija u rečenici itd.).